# کارن راسل
کارن راسل (انگلیسی: Karen Russell؛ زادهٔ ۱۰ ژوئیهٔ ۱۹۸۱) یک نویسنده داستان کوتاه و رمان‌نویس اهل ایالات متحده آمریکا است. اولین رمان او به نام سوام‌پلندیا یکی از راه‌یافتگان به بخش نهایی جایزه پولیتزر ۲۰۱۲ بود. وی هم‌چنین جایزه بنیاد مک‌آرتور را در سال ۲۰۱۳ دریافت کرد.

## زندگی
کارن راسل پس از اخذ دیپلم دبیرستان در سال ۱۹۹۹ در میامی به دانشگاه نورت‌وسترن رفت و در رشته ادبیات اسپانیایی مدرک کارشناسی گرفت. سپس در دانشگاه کلمبیا ثبت نام کرد و موفق شد کارشناسی ارشد رشته هنرهای زیبا را در سال ۲۰۰۶ اخذ کند.

داستان‌های راسل در نشریاتی چون نیویورکر، کانجانکشنز، گرانتا و زوتروپ به چاپ رسیده‌است. وی در سال ۲۰۰۹ جایزه نویسندگان جوان(۵ نویسنده زیر ۳۵سال) بنیاد کتاب ملی را دریافت کرد. اولین رمانش به عنوان یکی از ۱۰ کتاب برجسته سال ۲۰۱۱ روزنامه نیویورک تایمز انتخاب شد و مجموعه‌ای از داستان کوتاه‌های وی با نام خون‌آشامان در باغ لیمو در سال ۲۰۱۳ منتشر شد.